# 豊四季台団地
豊四季台団地（とよしきだいだんち）は、千葉県柏市にある旧・日本住宅公団造成の住宅団地。1964年入居開始。約4850世帯、約1万人が入居。

## 概要
古くは明治2年に明治新政府の方針で始められた開墾地で、小金牧と佐倉牧の一部を土地を開拓する時に開拓した順番に数字を振り、そこに縁起の良い文字をつけたことに由来する。順に初富（鎌ケ谷市）、二和、三咲（以上、船橋市）、豊四季（柏市）、五香、六実（以上、松戸市）、七栄（富里市）、八街（八街市）、九美上（香取市）、十倉（富里市）、十余一（白井市）、十余二（柏市）、十余三（成田市および多古町）と続く。
かつて柏競馬場（1952年廃止）があった場所に造成された。同じ柏市にある光ヶ丘団地と並んで、日本住宅公団による大規模団地造成であった。団地は豊四季台1丁目 - 4丁目に区分されている。ほとんどが中層住宅だが、2棟だけ後期（1987年）に建設された高層住宅（豊四季台第二団地、105,106号棟）がある。2004年以降の建て替え事業による「コンフォール柏豊四季台」では、高層棟が大幅に増加している。
都市再生機構（UR）による建て替え事業の対象となっており、2004年から事業に着手している。2008年11月から、第1次建て替え分が完成し、再入居が始まっている。なお、この建て替えられた住宅には「コンフォール柏豊四季台」という新しい名称が付けられた。また、第2次建て替え分以降は一部の土地が民間不動産会社に売却され、敷地はサービス付き高齢者向け住宅、分譲マンション、分譲戸建て住宅として利用されている。2022年現在、第5次建て替え工事が行われている。
中心部には団地1階に店舗が入居する「豊四季台商店街」があり、スーパーマーケット（ピーコックストア）と地元事業者による商店、郵便局がある。居住者の高齢化や生活スタイルの変化により近年は閉店する店もあるが、シャッターが目立つほどではない。この建物についても建て替え事業の対象となったが、建て替え前の店舗/住居の共同施設とはせず、店舗のみの区画へ建て替えられた。
近年は高齢化が問題となっており、居住者の4人に1人が高齢者で、孤独死などの問題も多く、自治会が対策に追われている。

## 施設
- 柏市豊四季台近隣センター
  - 集会施設と市の出張所を兼ねる。柏市の近隣センターの多くは体育館と市立図書館分館を併設しているが、豊四季台近隣センターには両者とも併設されていない。体育館は近隣センターからだいぶ離れた団地の隣接地（かやの町2-65）にあるが、「豊四季台近隣センター体育館」と称している。
- 柏市立図書館豊四季台分館
  - かつての集会所の隣にある。近隣センターとは200メートルほど離れている。
- 柏市立柏第六小学校
  - 豊四季台3丁目・4丁目と隣接地区の児童が通学する。1丁目・2丁目の児童は隣接地区（篠籠田723-1）にある柏市立柏第七小学校に通学する。中学校区は団地全体が隣接地区（篠籠田987-1）にある柏市立柏第三中学校の学区である。
- 浄水施設
  - URの管理施設である。団地内の上水道は井戸によって賄われており、その浄水場がある。
- 豊四季台公園
  - 建て替え事業により造成された豊四季台地区では最大の公園。
- 千葉銀行柏西口支店豊四季特別出張所（2019年現在は閉店）
  - 商店街区画と道路を挟んだ対面にある。柏西口支店の出張所であるが、窓口業務を提供していた。
- 柏豊四季台郵便局
  - 商店街区画に存在する。商店街区画建て替え事業後も、引き続き商店街区画の一般商店エリアに存在。無集配局であり、地区の集配業務は近隣センター隣の柏郵便局豊四季台団地郵便集配作業所にて実施する。

### かつてあった施設
- 集会所
  - 団地の中央部、市立図書館分館やスーパーマーケットの近くに位置し、選挙の投票所に利用されていた。かつては住民の葬儀にも利用されたが、斎場葬の普及によって利用されなくなった。2012年、第3次建て替え対象の棟とともに解体された。

## 交通

### 鉄道
- 柏駅（JR東日本常磐線・東武野田線） - 徒歩12分～20分（目的地に依る）

なお、東武野田線豊四季駅は最寄駅ではない。

### バス
特記以外は東武バスセントラル運行。
- 柏01 豊四季台団地循環
  - 柏駅西口 - 東葛高校前 - 住宅入口 - 住宅東口 - 団地センター前 - 集会所前 - 住宅西口 - 向原住宅 - 明原三丁目 - 柏中学校前 - 柏駅西口
  - 始発から14時まで高校前先回り、14時から23時まで向原住宅先回り。

かつて朝7時は3,4分間隔で運行していたが、高齢化による乗客減で7,8分間隔に減便されている。柏駅でも待ち行列が2列になる事もあったが、最近は行列を見る事が無くなっている。2002年には157あった本数も現在では121本である。この路線には昼間専用回数券があり、自治会事務所でのみ発売されていたが、2021年2月28日をもって発売終了となった。[1]
- 柏41 団地センター経由 高田車庫ゆき（深夜バス）　
  - 柏駅西口 → 団地センター前 → 高田車庫
    - 平日の終車時に1本のみ、高田車庫行きのバスが当団地を経由する。

団地内にある向原住宅バス停に停車する路線
- 柏02 市内循環
- 柏15 高田車庫ゆき
- 柏44 税関研修所経由 国立がん研究センターゆき
- 西柏01 柏の葉公園経由 国立がん研究センターゆき
- 西柏02 柏の葉キャンパス駅西口ゆき
- 羽田空港リムジンバス <東武バスイースト、京浜急行バス>
  - 柏駅西口 - 向原住宅  - 税関研修所 - 国立がん研究センター - 羽田空港

団地内にある住宅入口バス停および向原住宅バス停に停車する路線
- 深夜急行バス ミッドナイトアロー柏
  - 有楽町駅 → 上野駅 → 住宅入口 → 柏駅西口 → 向原住宅 → 東急柏ビレジ
    - 住宅入口バス停は千葉県道278号柏流山線沿いの専用バス停に停車する。